# Shirburn
Shirburn – wieś w Anglii, w hrabstwie Oxfordshire, w dystrykcie South Oxfordshire. Leży 22 km na południowy wschód od Oksfordu i 63 km na zachód od Londynu. W 2001 miejscowość liczyła 103 mieszkańców.